# 申准植
申准植（1980年1月13日—）是一名韩国男子跆拳道运动员。他在2000年悉尼奥运会中，参加了男子跆拳道比赛，并获得68公斤级项目银牌。他也参加了2002年亚洲跆拳道锦标赛。